# Cao Minh Nhạn
Cao Minh Nhạn (sinh ngày 1 tháng 6 năm 1954) là một Trung tướng Công an nhân dân Việt Nam và chính trị gia người Việt Nam. Ông hiện giữ chức vụ Phó Tổng cục trưởng Tổng cục Cảnh sát, Bộ Công an (Việt Nam). Ông từng là Giám đốc Công an tỉnh Khánh Hòa, Đại biểu Hội đồng nhân dân tỉnh Khánh Hòa (1994-1999).

## Xuất thân và giáo dục
Cao Minh Nhạn sinh ngày 1 tháng 6 năm 1954, người dân tộc Kinh, quê quán ở xã Diên Sơn, huyện Diên Khánh, tỉnh Khánh Hoà.
Ông có trình độ văn hóa là cử nhân đại học ngành Luật.

## Sự nghiệp
Từ 1994 đến 1999, ông là Đại biểu Hội đồng nhân dân tỉnh Khánh Hòa, Phó Giám đốc Công an tỉnh Khánh Hòa.
Năm 2006, 2007, ông là Đại tá, Giám đốc Công an tỉnh Khánh Hòa.
Ngày 4/6/2008, Thủ tướng Chính phủ ban hành Quyết định thăng cấp bậc hàm cho ông từ Đại tá lên Thiếu tướng, lúc này ông đang là Giám đốc Công an tỉnh Khánh Hòa. Đồng thời ông được điều động và bổ nhiệm giữ chức Phó Tổng cục trưởng Tổng cục Cảnh sát, Bộ Công an.
Năm 2009, 2010, 2012, ông mang quân hàm Thiếu tướng, giữ chức vụ Phó Tổng cục trưởng Cảnh sát phòng chống tội phạm Bộ Công an.
Năm 2013, ông mang quân hàm Trung tướng, giữ chức vụ Phó Tổng cục trưởng Cảnh sát phòng chống tội phạm, Bộ Công an.
Năm 2015, ông mang quân hàm Trung tướng, giữ chức vụ Phó Tổng cục trưởng Tổng cục Cảnh sát.

## Phong tặng

### Lịch sử thụ phong quân hàm
- Thiếu tướng Công an nhân dân Việt Nam (2008)
- Trung tướng Công an nhân dân Việt Nam (khoảng 2012-2013)

### Huân huy chương
- Huân chương Quân công hạng Ba (Chủ tịch nước Trương Tấn Sang trao ngày 21/9/2015)[10]